# Peninjauan (Buay Runjung)
Peninjauan is een bestuurslaag in het regentschap Ogan Komering Ulu Selatan van de provincie Zuid-Sumatra, Indonesië. Peninjauan telt 944 inwoners (volkstelling 2010).